# Meira (járás)
Meira egy comarca (járás) Spanyolország Galicia autonóm közösségében, Lugo tartományban. Székhelye Meira (town).

## Települések
A székhely neve félkövérrel szerepel.
- Meira
- Pol
- Ribeira de Piquín
- Riotorto